# Szongnam FC
A Szongnam Football Club (hangul: 성남시민 프로축구단, handzsa: 城南市民프로蹴球團) dél-koreai labdarúgóklub, melynek székhelye Szongnamban, Kjonggiban található. A klubot 1989-ben alapították Szongnam Ilhva Cshonma néven és a K League 2-ben szerepel.
A dél-koreai bajnokságot hét alkalommal (1993, 1994, 1995, 2001, 2002, 2003, 2006) nyerték meg. 1995-ben és 2010-ben elhódították az AFC-bajnokok ligája serlegét, 1996-ban megnyerték az AFC-szuperkupát is.
Hazai mérkőzéseiket a Tancshon Sportkomplexumban játsszák. A stadion 16 146 néző befogadására alkalmas. A klub hivatalos színei a fekete-fehér.

## Névváltoztatások
- 1989–1996: Ilhva Cshonma Football Club
- 1996–1999: Cshonan Ilhva Cshonma Football Club
- 1999–2014: Szongnam Ilhva Cshonma Football Club
- 2014: Szongnam Football Club

## Sikerlista
- Dél-koreai bajnok (7): 1993, 1994, 1995, 2001, 2002, 2003, 2006
- AFC-bajnokok ligája győztes (2): 1995, 2010
- AFC-bajnokok ligája döntős (2): 1996–97, 2004
- AFC-szuperkupa győztes (1): 1996
- FIFA-klubvilágbajnokság negyedik helyezett (1): 2010
- Afro-ázsiai klubok kupája győztes (1): 1996